# 幸袋站
幸袋站（日语：／ Kōbukuro eki */?）是位於福岡縣飯塚市大字幸袋，日本國有鐵道（國鐵）幸袋線的鐵路車站（廢站）。

## 歷史
- 1894年（明治27年）12月28日：筑豐鐵道（日语：筑豊鉄道）在福岡縣穗波郡大谷村（日语：幸袋町）大字幸袋開設此站[1]。
- 1897年（明治30年）10月1日：與九州鐵道合併，成為九州鐵道車站。
- 1898年（明治31年）4月8日：在此站編解作業中的蒸氣機車（筑豐鐵道13（日语：国鉄3300形蒸気機関車#筑豊鉄道））發生鍋爐破裂事故。造成7人死傷，3間民居受到破損[2]。詳細參見「九州鐵道蒸氣機車鍋爐破裂事故（日语：日本の鉄道事故 (1949年以前)#九州鉄道蒸気機関車ボイラー破裂事故）」。
- 1899年（明治32年）12月26日：此站至（貨）伊岐須之間的貨物支線開業。
- 1901年（明治34年）3月31日：此站至（貨）幸袋炭坑之間的貨物支線被廢除[1]。
- 1907年（明治40年）7月1日：九州鐵道被國有化（日语：鉄道国有法）[1]。
- 1930年（昭和5年）4月1日：此站至（貨）高雄之間的貨物支線開業[1]。
- 1945年（昭和20年）6月10日：此站至（貨）高雄之間的貨物支線被廢除，該段區間被編入成為車站一部分[1]。
- 1969年（昭和44年）12月8日：小竹至二瀨之間和此站至（貨）伊岐須之間被廢除，此站也被廢除[3]。

## 使用狀況
在1962年度（昭和37年度）1日平均乘車人次為183人。

## 車站周邊
在車站遺址中還保留在月台遺跡。另外，此站附近的路軌遺址變為市道。
- 幸袋郵局
- 國道200號（日语：国道200号）
- 舊伊藤傳右衛門邸（日语：旧伊藤伝右衛門邸）

## 相鄰車站
日本國有鐵道（國鐵）
幸袋線
目尾－幸袋－（川津信號場）－新二瀨
幸袋線（貨物支線）
幸袋－（川津信號場）－（貨）伊岐須
運輸省（省鐵）（後來成為日本國有鐵道（國鐵））
幸袋線（貨物支線）
幸袋－（貨）庄司
九州鐵道
九州鐵道線（貨物支線）
幸袋－（貨）幸袋炭坑

## 注腳
1. 1 2 3 4 5 6 7  石野哲 (编). . JTB. 1998: 798-799. ISBN 978-4-533-02980-6 （日语）.
2. ↑   (PDF). 鐵道友之會 福井支部報: 5-7. 2008-05  [2012-09-09]. （原始内容存档 (PDF)于2015-09-23） （日语）.
3. ↑  1969年（昭和44年）12月6日日本国有鉄道公示第376号「運輸営業の廃止の件」
4. ↑  「国鉄主要駅別運輸状況」《福岡縣統計年鑑》昭和37年

## 相關項目
- 日本鐵路車站列表 Ko